# Rhabdadenia ragonesei
Rhabdadenia ragonesei là một loài thực vật có hoa trong họ La bố ma. Loài này được Woodson miêu tả khoa học đầu tiên năm 1940.